# バーケンヘッド (軽巡洋艦)
|          |                                                            |
| 艦歴     |                                                            |
| 発注     |                                                            |
| 起工     | 1914年3月21日                                              |
| 進水     | 1915年1月18日                                              |
| 就役     | 1915年5月                                                  |
| 退役     |                                                            |
| その後   | 1921年10月26日にスクラップとして売却                       |
| 除籍     |                                                            |
| 性能諸元 |                                                            |
| 排水量   | 5,235トン                                                  |
| 全長     | 446 ft                                                     |
| 全幅     | 50 ft                                                      |
| 吃水     | 15.5 ft                                                    |
| 機関     | パーソンズ蒸気タービン、4軸推進、 ヤーロウ缶12基、22,000hp |
| 最大速   | 25ノット (46 km/h)                                         |
| 乗員     | 452名                                                      |
| 兵装     | 5.5インチMk I 砲10門、 3インチ砲1門、 21インチ魚雷発射管   |

バーケンヘッド (HMS Birkenhead) は、イギリス海軍の軽巡洋艦。タウン級軽巡洋艦の一隻。艦名はマージーサイド州のバーケンヘッドに因む。その名を持つ艦としては2隻目。
当初は1914年にギリシア海軍によって発注された2隻の軽巡洋艦の内の1隻であり、「アンティノアクロス・コンドーリオティス (Antinauarkos Condouriotis)」と命名される予定であった。2隻の建造は継続されたが、1915年にイギリス政府によって購入された。
両艦の装備は当時のイギリス軍艦艇といくつかの面で異なっていた。主砲はコヴェントリー兵器廠で新たに開発された5.5インチ(140mm)砲が採用された。この砲はイギリス軍標準の6インチ砲より大幅に軽量化され、6インチ砲で使用された100ポンド砲弾に代わって85ポンド砲弾が使用された。

## 艦歴
「バーケンヘッド」は1914年3月21日にバーケンヘッドのキャメル・レアード社で起工し、1915年1月18日に進水、1915年5月に就役した。就役後は姉妹艦の「チェスター」と共に第3巡洋戦隊に配属され、1916年5月31日、6月1日にユトランド沖海戦に参加した。「バーケンヘッド」は無事大戦を切り抜け、1921年10月26日にスクラップとしてニューポートのキャッシュモア社に売却された。